# Gigasperma cryptica
Gigasperma cryptica är en svampart som beskrevs av E. Horak 1971. Gigasperma cryptica ingår i släktet Gigasperma och familjen Gigaspermaceae.   Inga underarter finns listade i Catalogue of Life.